# Shoofly pie

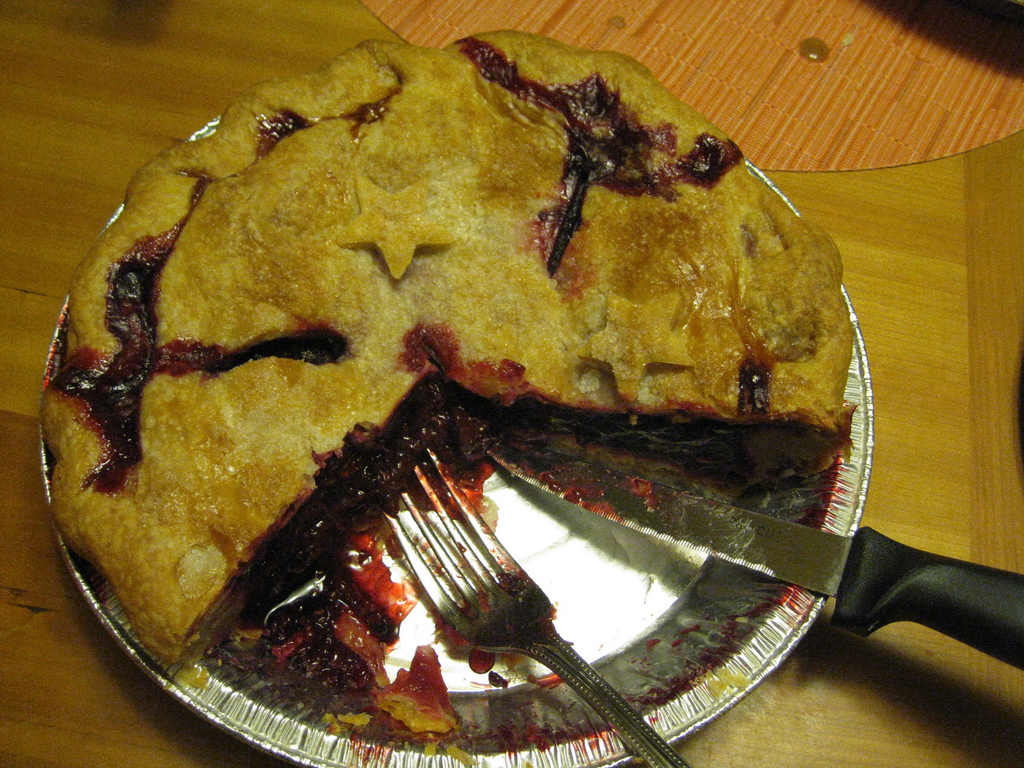
Shoofly pie.

Shoofly pie (o también shoo-fly pie) es pastel elaborado con sirope y que es considerado como un postre tradicional entre los denominados alemanes de Pensilvania y es muy popular en la cocina del sur estadounidense.

## Características
El término shoo-fly pie aparece por primera vez documentado en el año 1926. El pastel tiene este nombre debido al sirope empleado que hace atractivo a las moscas que revolotean y deben ser asustadas de continuo. El denominado Montgomery pie es similar al shoofly pie, excepto en el empleo de zumo de limón, que generalmente se añade a la capa superior, así como el empleo de suero de mantequilla en la parte superior. El chess pie es similar de igual forma, solo que no está distribuido en capas y está elaborado de jarabe de maíz.

## En la cultura
La canción pop «Shoo-Fly Pie and Apple Pan Dowdy» se compuso por primera vez por June Christy cantando en colaboración con Stan Kenton y su orquesta. Una versión cantada por Dinah Shore en 1946 fue uno de los primeros top-ten hits en Estados Unidos. La letra de la canción fue escrita por Guy Wood. En la actualidad, los derechos de esta canción pertenecen a MPL Communications, de Paul McCartney.